# Dire Tune

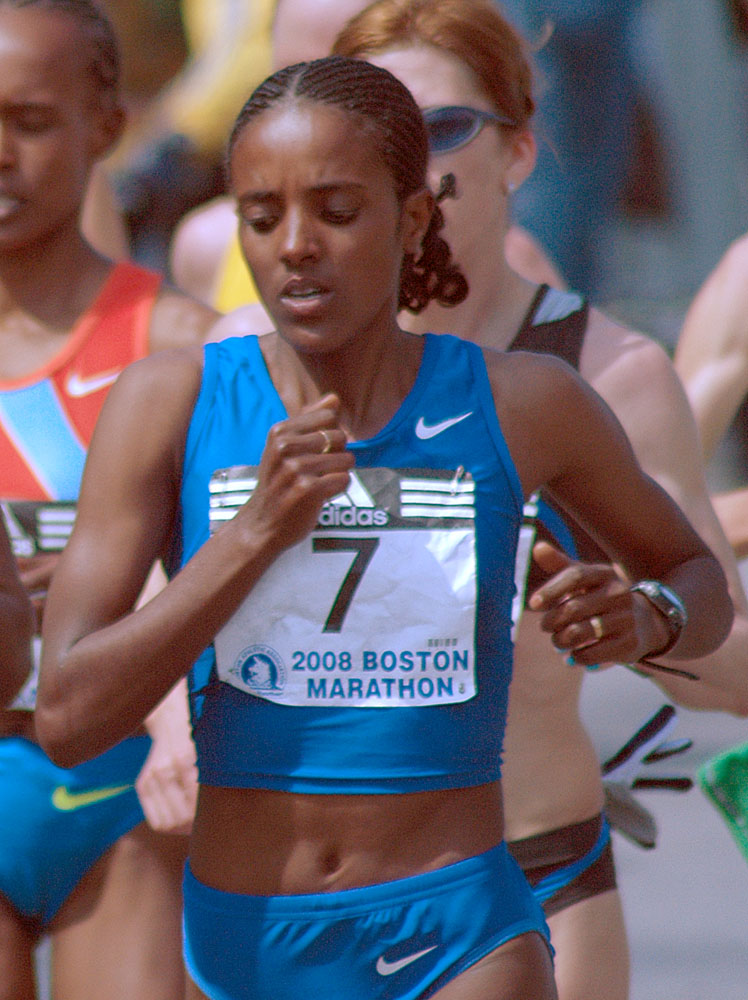
Dire Tune beim Boston-Marathon 2008

Dire Tune (Dire Tune Arissi; * 19. Juni 1985) ist eine äthiopische Langstreckenläuferin, die sich auf den Marathon spezialisiert hat.

## Leben
Ihr Debüt gab sie 2005 beim Los-Angeles-Marathon, bei dem sie Vierte in 2:30:48 h wurde. Im selben Jahr wurde sie Zweite bei den 25 km von Berlin und belegte bei den Leichtathletik-Weltmeisterschaften in Helsinki den 37. Platz. Bei den Straßenlauf-Weltmeisterschaften 2006 über 20 km wurde sie Vierte in 1:05:16 h und holte Silber mit der äthiopischen Mannschaft.
2007 stellte sie beim Houston-Marathon mit 2:26:52 h einen Streckenrekord auf und wurde Zweite beim Nagano-Marathon in 2:28:59 h. Bei den Weltmeisterschaften in Osaka erreichte sie nicht das Ziel.
Im Jahr darauf verbesserte sie in Houston den Streckenrekord mit ihrer persönlichen Bestzeit von 2:24:40, siegte beim Boston-Marathon und stellte mit 18.517 m einen Weltrekord im Stundenlauf auf. Beim Marathon der Olympischen Spiele in Peking kam sie auf den 15. Platz.
2009 siegte sie beim RAK-Halbmarathon mit dem Landesrekord von 1:07:18 h, wurde mit einer Sekunde Rückstand auf Salina Jebet Kosgei Zweite in Boston und belegte beim Marathon der Leichtathletik-Weltmeisterschaften in Berlin den 23. Platz.
2010 wurde sie Fünfte beim RAK-Halbmarathon, wie im Vorjahr Dritte bei den World’s Best 10K und siegte beim Ottawa Race Weekend über die 10-km-Distanz. Bei den Halbmarathon-Weltmeisterschaften in Nanning gewann sie Silber, und beim Frankfurt-Marathon wurde sie Zweite.
Im Jahr darauf wurde sie jeweils Zweite beim RAK-Halbmarathon und bei den World’s Best 10K und kam in Boston auf den sechsten Platz. Der Titelverteidigung in Ottawa folgte ein Sieg bei den World 10K Bangalore.

## Persönliche Bestleistungen
- 3000 m: 9:02,08 min, 24. Mai 2003, Nijmegen
- 5000 m: 15:47,83 min, 1. Juni 2003, Hengelo
- 10-km-Straßenlauf: 31:40 min, 28. Februar 2010, San Juan
- Stundenlauf: 18.517 m, 12. Juni 2008, Ostrava
- 20.000 m: 1:05:35,3 h, 17. Juni 2009, Ostrava
- Halbmarathon: 1:07:18 h, 20. Februar 2009, Ra’s al-Chaima
- 25-km-Straßenlauf: 1:24:20 h,	31. Oktober 2010, Frankfurt am Main (Zwischenzeit)
- Marathon: 2:23:44 h, 31. Oktober 2010, Frankfurt am Main